# Нерв'яно
Нерв'яно (італ. Nerviano) — муніципалітет в Італії, у регіоні Ломбардія,  метрополійне місто Мілан.
Нерв'яно розташований на відстані близько 500 км на північний захід від Рима, 19 км на північний захід від Мілана.

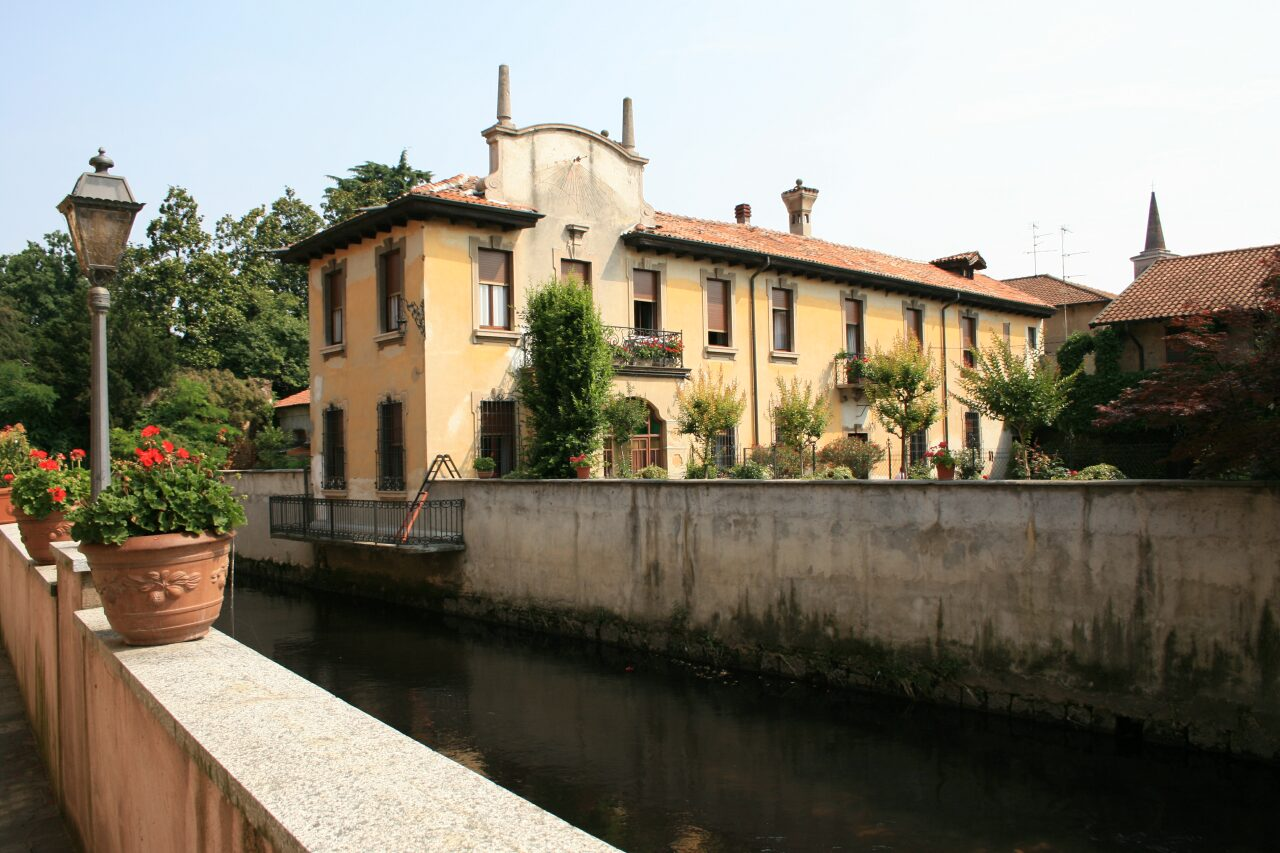

Населення — 17 430 осіб (2014).
Покровитель — San Fermo.

## Демографія
Населення за роками:

Станом на 1 січня 2023 року в муніципалітеті офіційно проживали 1274 іноземці з 65 країн, серед них 360 громадян країн Євросоюзу та 112 громадян України.

## Уродженці
- Лучано Ре Чекконі (*1948 — †1977) — відомий у минулому італійський футболіст, півзахисник.

## Сусідні муніципалітети
- Арлуно
- Черро-Маджоре
- Лаїнате
- Ориджо
- Параб'яго
- Польяно-Міланезе